# فینال جام یوفا ۱۹۸۹
فینال جام یوفا ۱۹۸۹، رقابت پایانی جام یوفا در سال ۱۹۸۹ میلادی است که مابین دو تیم باشگاه فوتبال ناپولی و باشگاه فوتبال اشتوتگارت برگزار شده‌است.
این مسابقه که در تاریخ‌های ۳ مه ۱۹۸۹ و ۱۷ مه ۱۹۸۹ انجام شده‌است در مجموع با نتیجه ۵ بر ۴ به سود باشگاه فوتبال ناپولی به پایان رسید.